# Seppuku (film)
Seppuku is een Japanse film uit 1962 onder regie van Masaki Kobayashi

## Verhaal
Wanneer een ronin, die seppuku aanvraagt in het paleis van een feodale heer, hoort over de gruwelijke zelfmoord van een andere ronin die eerder op bezoek was, onthult hij hoe hun verledens met elkaar verweven zijn - en daagt daarmee de integriteit van de clan uit.

## Release en ontvangst
De film ging in competitie op het Filmfestival van Cannes van 1963 en won daar de Prix de Jury. De film behaalt een perfecte score van 100% op Rotten Tomatoes en is sinds 19 juni 2023 de hoogst gewaardeerde film op de website Letterboxd. In 2011 bracht regisseur Takashi Miike een remake van de film uit.